# Тизин
Тизин (англ. Tyzine) — торговая марка антиконгестантов в форме капель или спрея, изначально на основе тетризолина. Права на использование торговой марки принадлежат компании Johnson & Johnson, в США — компании Nycomed.

## Продукция
В США под торговой маркой распространятся два вида капель для носа: Tyzine (концентрация тетризолина 0,1 %) и Tyzine Pediatric (концентрация тетризолина 0,05 %). В России под торговой маркой Тизин представлены несколько видов спреев для носа: «Тизин Классик» (активное действующее вещество ксилометазолин, прежнее название «Тизин Ксило»), «Тизин Эксперт» (действующие вещества ксилометазолин и гиалуроновая кислота, прежнее название «Тизин Ксило Био») и «Тизин Алерджи» (активное действующее вещество — левокабастина гидрохлорид).

## История марки

### В мире
Торговая марка «Тизин» была зарегистрирована в США 10 мая 1955 компанией «Sahyun Laboratories» (Санта-Барбара, Калифорния), разработавшей капли для носа с тетризолином для компании Pfizer. Однако препарат с таким названием продавался уже в 1954 году. В 1958 году Pfizer также зарегистрировало торговую марку Pfizer Tyzine (в настоящее время не используется). Интересно, что начиная с 1958 года, когда появилась торговая марка «Визин», компания Pfizer выпускала два разных препарата (один от красноты глаз, другой от насморка) с одним и тем же активным веществом — тетризолином.
В 1999 году, когда закончилась регистрация торговой марки в США, Pfizer не стала продлевать права на неё. В итоге Pfizer принадлежали права на марку в Германии, Дании, Польше, Хорватии, Югославии, бывших странах СССР, а права на марку с США перешли к компании Fougera Pharmaceuticals Inc. В 2013 году права на торговую марку «Тизин» в США принадлежали компании Nycomed. После продажи подразделения безрецептурных препаратов Pfizer компании Johnson & Johnson (в июне 2006 года) права на торговую марку за пределами США перешли к Johnson & Johnson.

### В России

Средства «Тизин» в аптеке (январь 2016 г.)

В 2008 году на российском рынке появился спрей для носа «Тизин Ксило», а в 2009 — «Тизин Ксило Био» (оба — в формате спреев от насморка). В 2010 году появился препарат «Тизин Алерджи» для борьбы с аллергическим ринитом. Также в 2010 году препарат «Тизин Ксило» вошёл в список ЖНВЛП, наряду с другими средствами, содержащими ксилометазолин (в апреле 2018 года в список ЖНВЛП входили уже все препараты «Тизин» кроме «Тизин Алерджи»). В марте 2017 года «Тизин Ксило» был переименован в «Тизин Классик», а «Тизин Ксило Био» — в «Тизин Эксперт».
В апреле 2018 года «Тизин» вошёл в перечень американских лекарственных препаратов, которые авторы думского законопроекта «О мерах воздействия (противодействия) на недружественные действия США и (или) иных иностранных государств» предлагали запретить ко ввозу в Россию.